# Балтазар Мариа де Мораис Јуниор
Балтазар Мариа де Мораис Јуниор (17. јул 1959) бивши је бразилски фудбалер.

## Каријера
Током каријере је играо за Гремио Порто Алегре, Палмеирас, Фламенго, Селта Виго, Атлетико Мадрид и многе друге клубове.

## Репрезентација
За репрезентацију Бразила дебитовао је 1980. године. За тај тим је одиграо 6 утакмица и постигао 2 гола.

## Статистика
| Бразил | Бразил  | Бразил |
| Година | Наступи | Голови |
| ------ | ------- | ------ |
| 1980.  | 1       | 0      |
| 1981.  | 2       | 1      |
| 1982.  | 0       | 0      |
| 1983.  | 0       | 0      |
| 1984.  | 0       | 0      |
| 1985.  | 0       | 0      |
| 1986.  | 0       | 0      |
| 1987.  | 0       | 0      |
| 1988.  | 0       | 0      |
| 1989.  | 3       | 1      |
| Укупно | 6       | 2      |